# Dcraw
dcraw és un programa de codi obert capaç de llegir diversos formats RAW d'imatges i convertir-los en formats PPM i TIFF. Està escrit per Dave Coffin en ANSI C. A causa de la naturalesa propietària dels formats Raw, dcraw s'actualitza sovint per donar suport a nous models de càmeres digitals. Ha estat usat, i continúa sent usat, com base per a nombroses aplicacions raw (visors i convertidors), ja que també és lliure per al seu ús comercial.

## Motivació
La majoria dels fabricants de càmeres proporcionen programari de descodificació d'imatge en cru per a les seves càmeres, que és gairebé sempre propietari, i sovint sense suport un cop deixen de fabricar un model de càmera. Aquests formats de fitxer tampoc solen estar documentats, i un fabricant (Nikon) fins i tot encripta una porció de les dades en el seu format d'imatge en cru, en un intent d'impedir al programari de tercers accedir-hi.
Donat aquesta abundància de formats d'imatge en cru sempre en expansió, amb suport incert i incoherent per part dels fabricants, preocupa molts als fotògrafs que les seves imatges en cru valuoses es puguin tornar illegibles quan les aplicacions i els sistemes operatius exigits siguin obsolets.
En contrast al programari de descodificació patentat, dcraw destaca per la seva simplicitat, portabilitat, i consistència, com expressa el seu autor:
" Aquesta és la meva missió: Escriure i mantenir un programa en ANSI C que descodifica qualsevol imatge en cru de qualsevol càmera digital a qualsevol ordinador que executi qualsevol sistema operatiu. "
La natura de codi oberta de dcraw és crucial per assegurar aquesta universalitat: fins i tot si el seu autor perd interès per desenvolupar el programari, o en sostenir un model particular de càmera, ja que els usuaris interessats són lliures d'estendre'l. Això ajuda a assegurar que al futur serà possible descodificar formats d'imatge en cru a què es dona suport, fins i tot després que les càmeres que el produïen siguin obsoletes.
Un altre benefici de dcraw és que sovint produeix imatges de més qualitat que el programari d'imatge en cru de què es proveïx el fabricant. Això és perquè dcraw utilitza algoritmes de processament d'interpolació i imatge actuals amb tots els formats a què dona suport, mentre que molts paquets patentats utilitzen algoritmes més vells o escrits a correcuita i de poc òptimitzats.